# In de Gecroonde Duyvekater

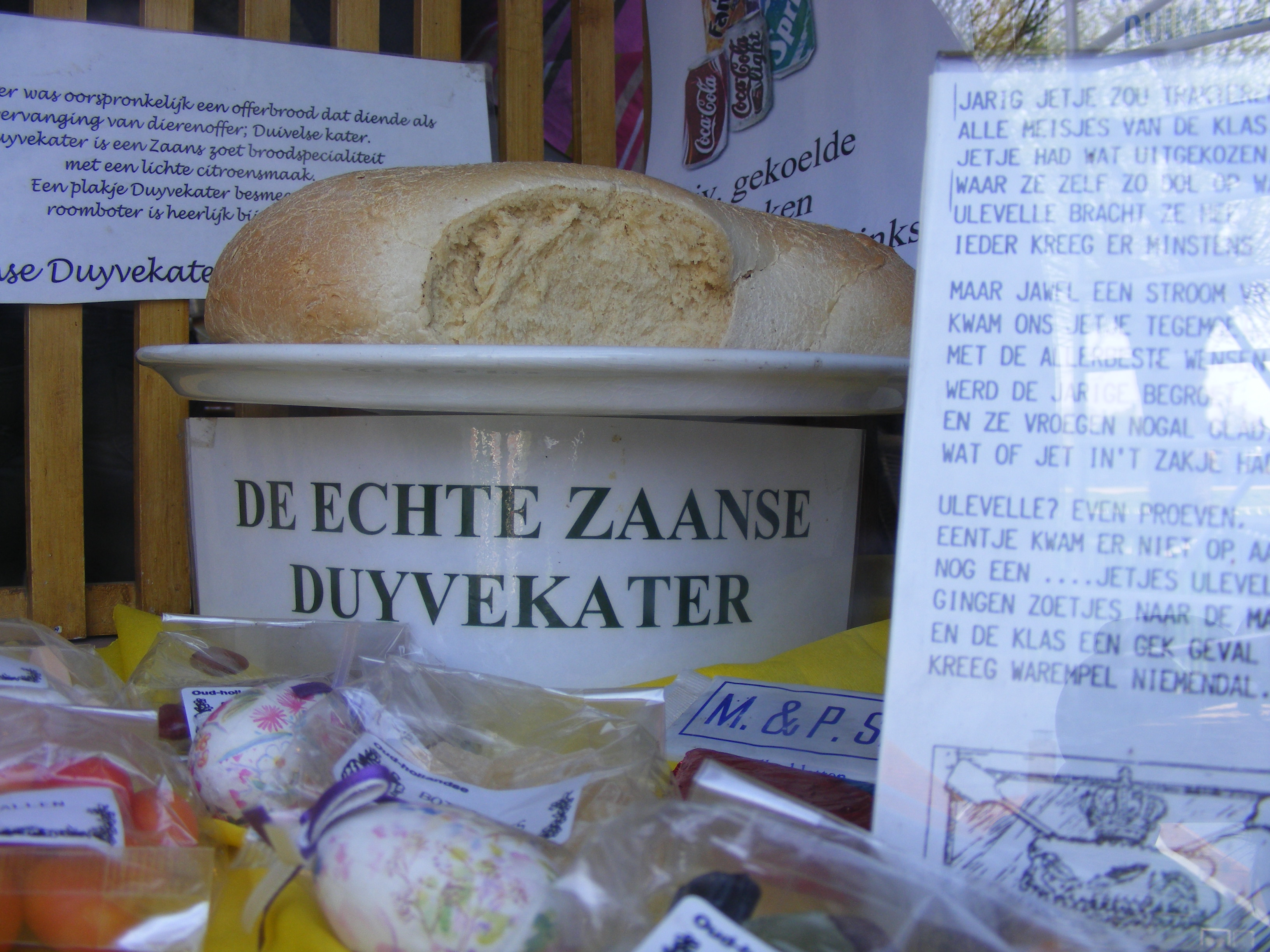
Etalage met duivekater

In de Gecroonde Duyvekater in de Zaanse Schans is een uit 1658 daterend huis dat is ingericht als bakkerijmuseum met een bakkerswinkel en bakkerij.
Het huis is een rijksmonument. De winkel heeft een negentiende-eeuwse inrichting, waaronder een gemarmerde vloer. De bakkerij heeft een authentieke stenen bakoven, gestookt op zaagsel of mot.
De naam van het museum komt van een bekende Zaanse zoetbroodspecialiteit, de duivekater, die nog steeds in de streek wordt verkocht en als lekkernij wordt beschouwd. In de winkel worden oud-Hollandse bakkerijproducten en snoepgoed zoals chocolade, marsepein, speculaas, taaitaai en suikerwerk verkocht. Boven de voordeur bevindt zich een houten afbeelding van een duivekater. De naam hier gespeld met "ij" in plaats van "y".

## Geschiedenis
De oorspronkelijk locatie van het pand was het Hazepad in Zaandijk, vanwaar het in 1970 is overgebracht. De winkel was een schenking van Koninklijke Wessanen NV.  Op 8 juni 1972 werd het bakkerijmuseum geopend door koningin Juliana.